# 惠氏窄額魨
惠氏窄額魨為輻鰭魚綱魨形目四齒魨亞目四齒魨科的其中一種，為熱帶海水魚，分布於印度西太平洋澳洲西北部及巴布亞紐幾內亞海域，體長可達9.8公分，棲息在底層水域，生活習性不明。

## 扩展阅读
維基物種上的相關：惠氏窄額魨